# Platyceps collaris
Espèce
Synonymes
- Zamenis dahlii collaris Müller, 1878
- Zamenis dahlii rubriceps Venzmer, 1919
- Coluber rubriceps thracius Rehák, 1985

Statut de conservation UICN

 LC  : Préoccupation mineure
Platyceps collaris  est une espèce de serpents de la famille des Colubridae.

## Répartition
Cette espèce se rencontre en Bulgarie, en Turquie, en Syrie, au Liban, en Israël, en Jordanie, en Irak, en Iran, en Azerbaïdjan, en Arménie, en Géorgie et au Daghestan en Russie.

## Publication originale
- Müller, 1878 : Katalog der im Museum und Universitätskabinet zu Basel aufgestellten Amphibien und Reptilien nebst Anmerkungen. Verhandlungen der Naturforschenden Gesellschaft in Basel, vol. 6, no 4, p. 559-709 (texte intégral).